# 內灣入口（八日町）站
內灣入口（八日町）站（日语：／ Naiwan-Iriguchi (Yōkamachi) eki */?）是位於宮城県氣仙沼市八日町，東日本旅客鐵道（JR東日本）大船渡線BRT（巴士快速交通系統）的巴士站。
在《鐵道要覽》中，此站的名稱只標記為「內灣入口」，但是在旅客資訊中的站名包括了括號內容。

## 歷史
因東日本大地震，在2015年12月，JR東日本決定把大船渡線氣仙沼站至盛站之間的鐵路服務被轉換為BRT。隨後在2016年7月，氣仙沼市向JR東日本提出設置多個新站，此站便是其中一座新建車站。
當初由於巴士站位置鄰接氣仙沼市政廳，因此當初車站名稱暫名為「氣仙沼市政廳前」，後來市政廳被遷移了。在2020年6月同意設置巴士站當刻，巴士站暫名有以下三個，包括「氣仙沼灣Gateway」、「鼎浦」（氣仙沼灣別稱）和「氣仙沼內灣」，三個都與氣仙沼灣相關。

### 年表
- 2016年（平成28年）7月：氣仙沼市向JR東日本申請新設9座車站，包括此站[2]。
- 2020年（令和2年）6月3日：在令和2年度第1回氣仙沼市地域公共交通會議中提及設置此站，在會議中同意建設此站[2][3]。並預定在令和4年春建成。
- 2021年（令和3年）6月25日：JR東日本發表新設此站[報道 1][新聞 1][新聞 2]。
- 2022年（令和4年）3月12日：巴士站啟用[報道 2][新聞 3]。

## 巴士站構造
巴士站是建設於巴士專用道上，該道路原本是路軌。站內設有避車處，以便上下行巴士進行交會。
在巴士站啟用時，站內乘車處沒有上蓋或長椅，後來才加設長椅。氣仙沼市議會議員熊谷一平表示等候市政廳遷移後，才檢討設置站舍。

## 使用狀況
根據JR東日本的資料，在2022年度（令和4年度）1日平均乘車人次為5人。
以下為巴士站啟用後的使用狀況：
| 乘車人次變化       | 乘車人次變化     | 乘車人次變化   |
| 年度               | 1日平均 乘車人次 | 參考資料       |
| ------------------ | ---------------- | -------------- |
| 2021年（令和03年） | 7                | [ 使用人次 2 ] |
| 2022年（令和04年） | 5                | [ 使用人次 1 ] |

## 巴士站周邊
此站是在氣仙沼市政廳後方，安波山山腳。此站的名稱為「內灣」，實際步行10分鐘才到達氣仙沼灣最深處，該處為觀光地區，有許多觀光船碼頭和觀光設施。
氣仙沼市政廳搬遷一事已經決定，同時在2020年1月宣布，在市政廳搬遷後，該處會進行社區發展，而JR東日本已經同意這個安排。
此站作為氣仙沼灣的玄關口，為了吸引觀光客到訪，當市政廳遷移後，將透過把現時巴士路線連接至此站，以形成新的交通樞紐和振興周邊地區。氣仙沼市和氣仙沼町中Aera Platform在2023年6月制定了「氣仙沼町中區域願景」，提出一些行動計劃來改善內灣地區的環境。
- 氣仙沼市政廳（本廳舍、第二廳舍、1・10廳舍）
- 氣仙沼郵局（日语：気仙沼郵便局）
- 宮城縣道26號氣仙沼唐桑線（日语：宮城県道26号気仙沼唐桑線）
- 「氣仙沼市政廳前」巴士站（岩手縣交通（日语：岩手県交通）、宮交巴士（日语：ミヤコーバス）等） - 巴士站是在此站三分鐘步程的縣道26號上。
- 氣仙沼Bay Cruise（大島汽船）

## 相鄰巴士站
東日本旅客鐵道（JR東日本）
■大船渡線BRT
□快速・■普通
氣仙沼－內灣入口（八日町）－鹿折唐桑

## 注腳

### 新聞稿資料
1. ↑   (PDF) (新闻稿). 東日本旅客鉄道盛岡支社／東北工事事務所. 2021-06-25  [2021-06-25]. （原始内容 (PDF)存档于2021-06-27） （日语）.
2. ↑   (PDF) (新闻稿). 東日本旅客鉄道盛岡支社／東日本旅客鉄道仙台支社. 2022-01-26  [2022-02-27]. （原始内容 (PDF)存档于2022-01-26） （日语）.

#### 新聞
1. ↑  . 河北新報ONLINE NEWS. 2021-06-26  [2022-02-27]. （原始内容存档于2021-06-28） （日语）.
2. ↑  . 朝日新聞デジタル. 2021-06-30  [2022-02-27]. （原始内容存档于2021-07-02） （日语）.
3. ↑  . 三陸新報. 2022-01-28  [2022-02-27]. （原始内容存档于2022-01-28） （日语）.
4. ↑  . 三陸新報. 2022-03-13  [2022-04-09]. （原始内容存档于2022-04-08） （日语）.

### 使用人次
1. 1 2  . 東日本旅客鉄道.   [2023-07-07]. （原始内容存档于2023-07-07） （日语）.
2. ↑  . 東日本旅客鉄道.   [2022-08-13]. （原始内容存档于2024-03-03） （日语）.

## 外部連結
- 車站資訊（內灣入口（八日町））：東日本旅客鐵道